# Desognaphosa spurgeon
Desognaphosa spurgeon là một loài nhện trong họ Trochanteriidae. Loài này phân bố ở Queensland.